# Zeitpfeil
Der Zeitpfeil steht für die Vorstellung einer eindeutigen und gerichteten Verbindung zwischen Vergangenheit und Zukunft. Jeweils verschiedene Bedeutungen verbinden sich mit dieser Vorstellung in den Wissenschaften, aber auch im Alltag. Der Ausdruck „Zeitpfeil“ (time's arrow) wurde zuerst von Arthur Stanley Eddington im Jahre 1927 geprägt (Gifford Lectures).

## Zeitpfeile

### Psychologisch
Der psychologische Zeitpfeil beschreibt unsere subjektive Unterscheidung zwischen vergangenen und zukünftigen Ereignissen. Wir können uns an die Vergangenheit erinnern, aber nicht an die Zukunft. Die westliche Sichtweise des Zeitpfeiles betrachtet die Zukunft vorne (also in Sichtrichtung).

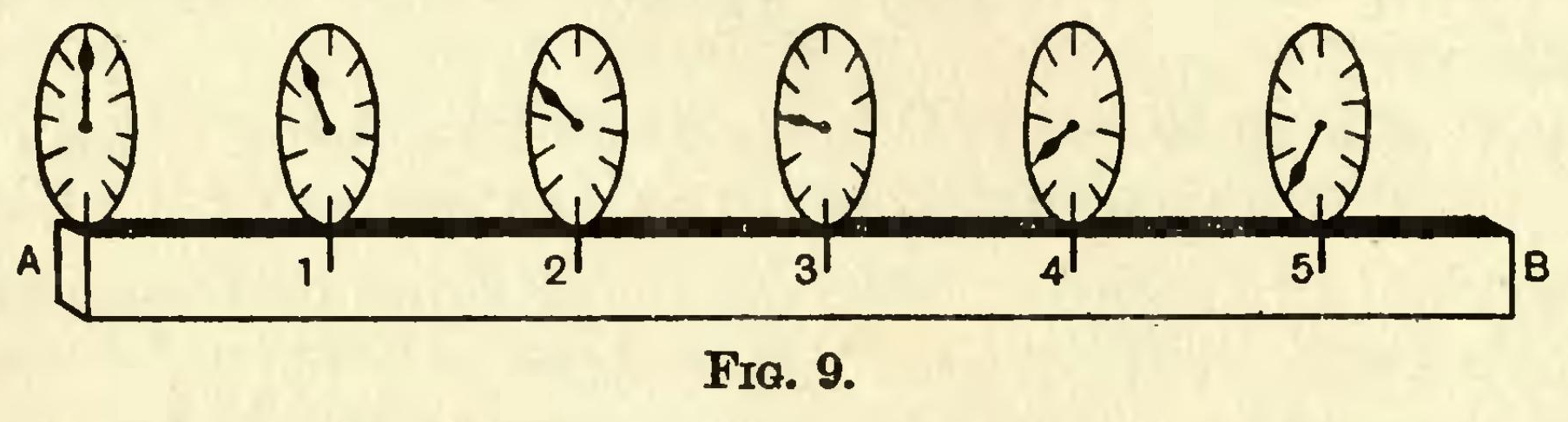
Bildliche Darstellung eines Zeitpfeils nach Arthur Eddington

### Sprachlich
In andinen Kulturen (z. B. Quechua, Aymara) wird die Zukunft als ‚hinter etwas‘ liegend betrachtet, was sich entsprechend in den Sprachen der Anden (Quechua, Aymara) ausdrückt, in denen das Adverb für örtlich „hinten“ (Quechua: „qhipa“) im zeitlichen Sinne „zukünftig“ bedeutet, und das Adverb für „vorn“ (Quechua: „ñawpa“) im zeitlichen Sinne „früher, vergangen“.
(Das deutsche Gegensatzpaar „vor und nach“ bezeichnet hingegen serielle Relationen, im Gegensatz zum örtlichen „vor und hinter“).

### Kausal
Danach gehen Ursachen ihren Wirkungen stets voraus. Der kausale Zeitpfeil ist ein Postulat, das das alltägliche Erleben widerspiegelt. Es ist jedoch nicht klar, ob Kausalität zwingend ist oder erst durch Wahrnehmung generiert wird.

### Thermodynamisch
Der thermodynamische Zeitpfeil beruht auf dem 2. Hauptsatz der Thermodynamik: Die Zukunft ist die Zeitrichtung, in der die Entropie zunimmt. Für ein System im thermodynamischen Gleichgewicht existiert kein thermodynamischer Zeitpfeil: Für einen Gleichgewichtszustand gibt es keine thermodynamisch definierte Vergangenheit und Zukunft, wohl aber regellose statistische Schwankungen; der Gleichgewichtszustand ist sozusagen zeitlos. Die Natur aber entwickelt sich durch die Schwankungen (zufällig) in Richtung der Zustände, die eine größere Wahrscheinlichkeit haben. So ist es viel wahrscheinlicher, dass sich Energie auf viele verschiedene Bewegungen (allgemein: Freiheitsgrade) verteilt als in einer Bewegung (einem Freiheitsgrad) konzentriert. Makroskopische Körper bestehen aus vielen Atomen und haben deshalb sehr viele innere Freiheitsgrade (im Festkörper z. B. sechs pro Atom). Bei einem fallenden Stein ist die kinetische Energie in einem Freiheitsgrad konzentriert, sie bleibt zwar beim Aufschlag erhalten, verteilt sich aber auf die bspw. 1024 Freiheitsgrade der Schwingungen der Atome im Stein. Die Wahrscheinlichkeit, dass sich diese Energie wieder in einem Freiheitsgrad vereinigt, so dass der ganze Stein wieder nach oben fliegt, ist extrem gering.

### Kosmologisch
Das Universum hat mit dem Urknall begonnen und dehnt sich seither aus. Ob es sich bis in alle Ewigkeit ausdehnen wird, ist nicht sicher bekannt. Nach den derzeit vorherrschenden Berechnungen und Theorien sieht es so aus. Somit kann man die vergangene Zeit an der Größe des Universums ablesen: Die Zukunft ist die Richtung des größeren Universums.
Aber selbst wenn sich das Universum wieder zusammenzieht, sieht der späte, zusammenstürzende Kosmos anders aus als der frühe, expandierende: Er enthält ausgebrannte Sterne, die zum Teil in schwarze Löcher zusammengestürzt sind, und schwere Elemente, die in Supernova-Explosionen entstanden sind. Somit kann man auch an der Zusammensetzung des Universums sein Alter, und damit die Zeitrichtung ablesen.

## Die T-Verletzung und CP-Verletzung
Während auf makroskopischer Ebene der Unterschied zwischen Vergangenheit und Zukunft allgegenwärtig ist, galt für die bekannten mikroskopischen Gesetze der Materie lange, dass diese zeitumkehrinvariant waren: Wenn ein Vorgang vorwärts ablaufen kann, dann kann er genauso gut auch rückwärts ablaufen, sofern nur die Voraussetzungen gegeben sind. Zum Beispiel bedeutet die Tatsache, dass ein angeregtes Atom unter Aussendung eines Photons in den Grundzustand fallen kann, dass auch der umgekehrte Vorgang, die Anregung eines Atoms im Grundzustand durch ein absorbiertes Photon, über denselben Mechanismus möglich ist.
Im Jahr 1964 haben Messungen an bestimmten Elementarteilchen, den Kaonen, erstmals eine Verletzung der CP-Invarianz ergeben. Diese vorher vermutete Invarianz besagt, dass für jeden Prozess in Materie auch der (räumlich) spiegelverkehrte Prozess in Antimaterie existiert und in gleicher Weise ablaufen kann.
Die Verletzung der CP-Invarianz ist an dieser Stelle interessant wegen des CPT-Theorems, welches besagt, dass für jeden Prozess mit Materie der gespiegelte und zeitumgekehrte Prozess mit Antimaterie in gleicher Form abläuft. Dieses Theorem ist grundlegender Teil jeder Quantenfeldtheorie, es wird daher erwartet, dass es exakt gilt. Wenn aber das CPT-Theorem gilt, so bedeutet eine Verletzung der CP-Invarianz auch eine Verletzung der Zeitumkehrinvarianz.
Dies bedeutet nicht zwangsläufig, dass die fundamentalen Gesetze der Physik einen Unterschied zwischen Vergangenheit und Zukunft kennen, sondern nur, dass das genau zeitumgekehrte Analogon eines Prozesses auch eine Raumspiegelung und einen Tausch von Materie und Antimaterie erfordert. 2012 konnte erstmals eine direkte Verletzung der T-Symmetrie beobachtet werden.